# Lymnas herminae
Lymnas herminae är en fjärilsart som beskrevs av Jose Francisco Zikán 1952. Lymnas herminae ingår i släktet Lymnas och familjen Riodinidae. Inga underarter finns listade i Catalogue of Life.